# Kameraauszug
Der Kameraauszug beschreibt die Distanz von Film- und Objektivebene in einem Fotoapparat. Bei Fachkameras, die beide Ebenen mit einem Balgen verbinden, ist der Kameraauszug direkt zu messen, solange es sich nicht um Teleobjektive handelt, die kürzer gebaut sind als ihre Brennweite groß ist (einige Weitwinkel sind länger als ihre Brennweite).
Auszug und Auszugsverlängerung (gegenüber der – kürzesten – Einstellung für Unendlich) werden z. B. für die Bestimmung von Abbildungsmaßstab und Schärfentiefe benötigt.
Bei Kameras mit Objektiven, die eine Dreh-Schnecke für den Auszug haben, geht das nicht, weil ein Teil der Auszugsverlängerung innerhalb des Objektivs stattfindet. Für solche Objektive mit Einstellschnecke bedarf es dann einer Skala, die Auszug und Blende in Bezug setzt, um die Schärfentiefe zu bestimmen.